# 타이젠
Tizen OS(타이젠 OS)는 리눅스 재단, 리모 재단, 삼성전자, 인텔이 참여하여 공동으로 개발이 시작된 IT기기를 지원하는 운영 체제이다. TV, 냉장고, 휴대용 장치와 같은 모든 전자기기에 포함을 목적으로 하는 오픈 소스 모바일 운영 체제이다. 타이젠은 리눅스 파운데이션의 리눅스 커널을 기반으로 하며, HTML5 및 C++ 기반으로 만들어진다. 또한 소프트웨어 개발 키트(SDK)를 통해 응용 프로그램을 개발하기 위해 필요한 각종 도구들과 API를 제공한다.
2011년 9월부터 리눅스재단에 의해 발표된 제 3의 모바일 운영체제로 시작했으며, 스마트폰과 태블릿, 스마트TV나 넷북 등 다양한 기기에서 작동하는 표준 기반의 개방형 모바일 운영체제로서, 모든 API는 HTML5와 자바스크립트, CSS와 같은 웹표준을 지원한다.
2016년 2월 시장조사업체 스트래티지 애널리틱스(SA)에 따르면 2015년 글로벌 시장에서 타이젠 스마트폰은 총 290만대가 판매되며 5위의 스마트폰 OS 시장점유율을 기록했다.
분기별 기준으로 보면 타이젠 OS는 2015년 3, 4분기 연속 점유율 4위를 차지했다.
SA는 인도와 방글라데시, 네팔 등의 국가에서 타이젠폰이 인기를 끌고 있는 만큼 타이젠 점유율이 지속적으로 확대될 것으로 예상했다.
삼성전자는 2015년 1월 인도에서 첫 타이젠 스마트폰 'Samsung Z1'을 출시하며 스마트폰 OS 시장에 진출했다. 이어 2015년 10월에는 5인치 HD 슈퍼 아몰레드(AMOLED) 디스플레이와 후면 800만, 전면 500만 화소 카메라를 탑재한 타이젠 스마트폰 'Samsung Z3'를 인도에서 출시했다.
삼성전자는 타이젠 OS 3.0 소형 컴퓨터 모듈 '라즈베리파이'를 지원할 수 있도록 업데이트를 하고 있다.
삼성전자는 그동안 오픈소스플랫폼 개발자 회의를 통해 타이젠의 확장성을 강조하고 개발자들이 누구나 타이젠 전용 프로그램을 개발할 수 있도록 소스코드도 공개했다.
라즈베리파이 포팅으로 개인 개발자들이 만들어 내는 다양한 기기에도 탑재할 수 있게 됐다.
라즈베리파이는 초소형 컴퓨터 모듈로 가격이 평균 35달러에 불과하다. 이를 탑재한 사물인터넷(IoT) 기기와 로봇, 드론과 웨어러블기기 등을 자유롭게 만들 수 있어 전문 개발자가 아닌 일반인과 학생들에게도 인기가 높다.
삼성전자는 웨어러블 기기-삼성 기어2/삼성 기어S와 스마트 TV에도 타이젠 OS를 탑재함으로써 타이젠의 영향력을 키워나갔었다. 
그 예로, 친환경(비카드듐) 퀀텀닷 디스플레이의 타이젠 OS를 탑재한 프리미엄 모델인 SUHD TV를 선보이며, 2015년 이후에 출시되는 모든 스마트 TV에 타이젠 OS를 적용하기로 결정했고, 이후 타이젠 OS를 세탁기, 냉장고 등과 같은 생활가전에 확대해 loT (사물인터넷)시장 개척의 발판으로 삼겠다는 계획을 추진했다.

## 버전
- 타이젠 1.0 - 2012년 4월 30일 출시
- 타이젠 2.0 - 2013년 2월 18일 출시
- 타이젠 3.0 - 2017년 1월 18일 출시
- 타이젠 4.0 - 2017년 5월 31일 출시
- 타이젠 5.0 - 2018년 5월 31일 출시
- 타이젠 6.0 - 2020년 5월 31일 출시
- 타이젠 6.5 - 2021년 5월 31일 출시
- 타이젠 7.0 - 2022년 5월 31일 출시
- 타이젠 8.0 - 2023년 5월 31일 출시
- 타이젠 9.0 - 2024년 5월 31일 출시

## 탑재 기기
스마트워치
- 삼성 갤럭시 기어
- 삼성 기어 S
- 삼성 기어 S2
- 삼성 기어 S3
- 삼성 기어 2
- 삼성 기어 핏2
- 삼성 기어 핏2 프로
- 삼성 기어 스포츠
- 삼성 갤럭시 워치
- 삼성 갤럭시 워치 액티브
- 삼성 갤럭시 워치 액티브2
- 삼성 갤럭시 워치3

카메라
- 삼성 NX2000
- 삼성 NX300
- 삼성 NX30
- 삼성 NX1
- 삼성 NX500
- 삼성 Gear 360

스마트폰
- 삼성 Z
- 삼성 Z1
- 삼성 Z2
- 삼성 Z3
- 삼성 Z4

냉장고 
- 삼성 Family Hub 1.0
- 삼성 Family Hub 2.0
- 삼성 Family Hub 4.0
- 삼성 Family Hub 5.0
- 삼성 Family Hub 6.0
- 삼성 Family Hub 7.0
- 삼성 Family Hub 8.0
- 삼성 Family Hub 9.0
- 삼성 Family Hub 10.0

Smart TV 
- 삼성 스마트 TV (2015 Tizen 2.3)
- 삼성 스마트 TV (2016 Tizen 2.4)
- 삼성 스마트 TV (2019 Tizen 5.0)
- 삼성 스마트 TV (2020 Tizen 5.5)
- 삼성 스마트 TV (2021 Tizen 6.0)
- 삼성 스마트 TV (2022 Tizen 6.5)
- 삼성 스마트 TV (2023 Tizen 7.0)
- 삼성 스마트 TV (2024 Tizen 8.0)
- 삼성 스마트 TV (2025 Tizen 9.0)

Signage 
- LFD Signage (2017 Tizen 3.0)
- Smart Signage (2019 Tizen 5.0)
- Signage (2021 Tizen 6.0)
- Smart Signage (2022 Tizen 6.5)
- Signage (2023 Tizen 7.0)
- Signage (2024 Tizen 8.0)

Flip 
- Flip (2019 Tizen 5.0)
- Flip3 (2021 Tizen 6.0)
- Flip (2022 Tizen 6.5)

Smart Monitor 
- Smart Monitor (2022 Tizen 6.5)
- 2023 Smart Monitor (Tizen 7.0)
- 2024 Smart Monitor (Tizen 8.0)
- 2025 Smart Monitor (Tizen 9.0)

Robot Cleaner 
- 2021, 2022 로봇청소기 (Tizen 4.0)
- 2023 로봇청소기 (Tizen 7.0)
- 2024 로봇청소기 (건습식, Tizen 7.0)

Ballie 
- 2025 Ballie

기타 가전제품 
- 2022 카메라 오븐 (Tizen 6.0)
- 2022 카메라 후드 (Tizen 6.0)
- 2024 7인치 세탁 건조기 (Tizen7.0)
- 2024 레인지 (Tizen 7.0)

## 개발 SDK
현재 타이젠이 지원하는 개발환경은 마이크로소프트 윈도우, 애플 맥 그리고 리눅스 계열의 우분투이다.

## 스마트폰 OS 지원 종료
2022년 1월 12일, 삼성전자는 2021년 12월 31일 타이젠 OS전용 애플리케이션 마켓 플랫폼인 타이젠 스토어를 영구 폐쇄했다. 이에 따라 삼성전자는 스마트폰 OS시장에서 철수했다.

## 같이 보기

### 인물
- 칼슨 하이츨러

### 스마트폰 OS
- 안드로이드 (운영 체제)
- iOS
- 블랙베리 OS
- 우분투 터치
- 윈도우 폰
- 리모
- 미고
- 바다